# Vi del País Valencià
El vi del País Valencià es produeix majorment al centre del país, sobretot a les comarques de l'Alt Vinalopó i Vinalopó Mitjà; a la Marina Alta; a la Vall d'Albaida i la Costera; i a la Plana d'Utiel, els Serrans i la Foia de Bunyol.

## Geografia
Les vinyes del País Valencià es poden distingir en dos àrees: el litoral mediterrani i la plana d'Utiel. Les primeres s'estenen des del litoral fins a 300 o 400 m d'altitud, amb un clima mediterrani i uns sòls al·luvials. Comparteixen característiques amb les vinyes del sud de Catalunya i les de Múrcia. A la plana d'Utiel les vinyes són per sobre dels 800 m d'altitud amb sòls calcaris i un clima més continental, amb característiques més pròpies de la regió vinícola de la Manxa.
Les varietats de raïm principals són el monastrell, la garnatxa, el boval (autòcton de la plana d'Utiel) i l'ull de llebre, pel negres, i la messeguera i el macabeu pels blancs.
Destaquen el mistela i el fondellol, com a vins de licor, i es produeixen blancs dolços i negres de diferents graus d'envelliment.

## Denominacions d'origen
Actualment, hi ha tres denominacions d'origen pròpies, més dos cellers inscrits a la Denominació d'Origen Cava. A més, hi ha dos indicacions geogràfiques de vins de la terra: Vi de la terra de Castelló i Vi de la terra El Terrerazo.

### DO Alacant
Aquesta denominació d'origen va ser constituïda el 1987, i inclou cellers de la conca del Vinalopó, Alacant i tota la Marina Alta. Són varietats blanques tradicionals la merseguera i el moscatell i, a més, són recomanades el forcallat i el macabeu. Les varietats negres tradicionals són la garnatxa negra (coneguda a França com alicante), la garnatxa tintera (també anomenada alacant) i el monestrell, a més del tempranillo com a varietat recomanada i el boval com a varietat autoritzada.
Un vi exclusiu de la DO Alacant és el fondellol, un vi ranci força dolç elaborat amb monestrell sobremadurat i envellit en fusta més de vuit anys. En la subzona de la Marina destaca el moscatell elaborat exclusivament amb la varietat de moscatell d'Alexandria.
Cal destacar el vi de Xaló, produït a la vall de Xaló, que pot ser blanc o negre, sec o dolç, però el més típic és el vi negre dolç.

### DO Cava
El cava es produeix només a dos cellers, un a Requena i l'altre a Torís. La producció valenciana és d'escassa quantitat, conformant un 1% del total.

### DO Utiel-Requena
Una zona amb gran ressò al món vinyater, la producció és quasi totalment de vins negres (94%). Són vins pareguts als de la Manxa, amb un grau d'alcohol elevat. La denominació es va crear el 1976.

### DO València
Predominen les varietats messeguera a l'Alt Túria, malvasia al Valentí (Serrans, Camp de Túria, Foia de Bunyol i Ribera), monastrell al Clarià (Costera i Vall d'Albaida) i moscatell d'Alexandria al de Moscatell de València.
El vi més representatiu és la mistela, un vi de licor de moscatell.